# Il mistero dello scienziato pazzo
Il mistero dello scienziato pazzo (Stay Out of the Basement) è la seconda storia della serie horror per ragazzi Piccoli brividi, scritta da R. L. Stine.

## Trama
Il dottor Michael Brewer si comporta stranamente, passando praticamente tutto il tempo nella cantina di casa sua, lavorando sui suoi esperimenti con le piante. Ha avvertito i suoi figli, Margaret e Casey, di non entrarci ma i due sgattaiolano dentro e danno un'occhiata alle enormi piante. Cominciano a preoccuparsi ancora di più quando Margaret scopre suo padre mangiare concime, dormire su uno strato di terriccio e lavarsi una ferita ad una mano dalla quale cola del sangue verde. Quando gli cade il berretto rivelando delle foglie che gli crescono dalla testa, il dottor Brewer spiega che sta lavorando con l'ingegneria genetica, per creare un ibrido pianta/animale.
Infine Margaret e Casey ritornano nella cantina e trovano un altro dottor Brewer legato e imbavagliato nello sgabuzzino. Questo porta ad una resa dei conti finale, nella quale i fratelli e la madre scoprono la verità: il dottor Brewer aveva cominciato per sbaglio a creare piante in parte umane, e il "dottor Brewer" con il quale i suoi familiari avevano vissuto per un certo tempo è in realtà un clone quasi perfetto del vero dottor Brewer. Il clone, insieme alla maggior parte delle piante, è distrutto dal vero dottor Brewer con un'ascia, mentre alcune delle piante normali sono spostate in giardino. Nelle ultime righe del libro, un piccolo fiorellino parla a Margaret sostenendo di essere il suo vero padre, ma questo sviluppo è lasciato sospeso.

## Personaggi
- Margaret Brewer: Figlia del dottor Brewer, è preoccupata per suo padre ed è curiosa per ciò che sta facendo nella cantina, ma dopo averlo scoperto ne è terrorizzata. È paziente e comprensiva e qualche volta, come constatato da Diane Manning, un "coniglio". Nel doppiaggio italiano è doppiata da Elda Olivieri.
- Casey Brewer: Fratello di Margaret, è anche lui curioso riguardo a quello che suo padre sta facendo in cantina. Al contrario di sua sorella, è impaziente e qualche volta una vera peste. Nel doppiaggio italiano è doppiato da Patrizia Mottola.
- Dr. Michael Brewer: È un botanico che compie esperimenti nella cantina di casa, che coinvolgono strane piante. Spesso è troppo occupato per mangiare, giocare con i suoi figli o passare un po' di tempo con la sua famiglia. Lavorava al Politecnico ma è stato licenziato a causa dei suoi esperimenti. Nel doppiaggio italiano è doppiato da Giorgio Bonino.
- Ms. Brewer: Moglie del dottor Brewer, è preoccupata per il marito, ma è poco presente nel libro perché costretta a fare visita alla sorella a Tucson. Nel doppiaggio italiano è doppiata da Dania Cericola.
- Clone del dottor Brewer: È l'impostore che ha rapito il vero dottor Brewer.
- Diane Manning: Amica di Margaret, esplora con lei e Casey la cantina-laboratorio del dottor Brewer. A differenza di Margaret è coraggiosa e, come dice l'amica, una fanatica di matematica e scienze. Non compare nella trasposizione televisiva dell'episodio.
- Dr. Martinez: Capo del dottor Brewer al Politecnico e colui che lo ha licenziato. Viene rapito dal clone del dottor Brewer e rinchiuso anch'egli in un armadio. Nell'episodio televisivo è chiamato Dr. A. Marek.

## Episodio TV
Di questo racconto è stato adattato come un doppio episodio della serie televisiva, che presenta alcune differenze con la versione cartacea:
- Il personaggio di Diane Manning è assente.
- Le vicende sono ambientate a New York nell'episodio, nel libro in California.
- Il capo del dottor Brewer si chiama Martinez nel libro e A. Marek nell'episodio.
- Nell'adattamento Margaret telefona a sua madre per informarla dello strano comportamento del padre (che subito strappa la cornetta di mano alla figlia), nel libro per sapere come sta sua zia.
- Nel finale del libro il vero dottor Brewer uccide il suo clone vegetale a colpi d'ascia, mentre nell'episodio televisivo è Margaret a farlo fuori spruzzandogli addosso del diserbante perché riconosce il vero padre che è l'unico individuo a chiamarla "principessa". Inoltre nel libro Margaret, per vedere chi sia il vero papà, ferisce uno dei due per vederne il colore del sangue ma si sbaglia (non sapendo della loro mescolanza).
- Al termine della storia, Margaret s'imbatte in un piccolo fiore giallo in cortile che dice di essere suo padre, mentre nell'episodio sono diversi fiori rossi a dichiarare di essere suo padre con voci diverse.

## Copertina
Il libro fu ripubblicato nel 2005 con una nuova immagine in copertina: la prima (presumibilmente realizzata da Jim Thiesen) presentava una mano vegetale semi-umana che fuoriesce da una porta socchiusa, la seconda invece (realizzata da Tim Jacobus) rappresenta un corpo umano-vegetale con il camice che si ramifica in maniera sproporzionata in un laboratorio (alle sue spalle infatti si possono notare numerosi alambicchi).

## Edizioni
- R. L. Stine, Il mistero dello scienziato pazzo, traduzione di Chiara Belliti, collana Piccoli brividi, Arnoldo Mondadori Editore, 1994,  p. 143,   88-04-38780-7.